# Pekka Myrberg
Pekka Juhana Myrberg (Vyborg, 30 de dezembro de 1892 – Helsinque, 8 de novembro de 1976) foi um matemático finlandês. Foi reitor da Universidade de Helsinque.
Em 1942 foi eleito membro da Academia de Ciências da Saxônia. Foi palestrante do Congresso Internacional de Matemáticos em Amsterdam (1954 - Über die Integration der Poissonschen Gleichung auf Riemannschen Flächen).